# سانتوش كومار
سانتوش كومار هو ممثل باكستاني (وحمل سابقاً جنسية الراج البريطاني)، ولد في 25 ديسمبر 1925 بلاهور في باكستان، وتوفي بنفس المكان في 11 يونيو 1982. من الجوائز التي نالها جائزة نگار ‏.

## جوائز
- جائزة نگار [الإنجليزية]‏

## وصلات خارجية
- سانتوش كومار على موقع IMDb (الإنجليزية)
- سانتوش كومار على موقع قاعدة بيانات الفيلم (الإنجليزية)